# 红花乡 (峨边县)
红花乡，是中华人民共和国四川省乐山市峨边彝族自治县曾经下辖的一个乡。2020年5月，撤销红花乡、共和乡，将原红花乡和原共和乡所属行政区域划归沙坪镇管辖。

## 行政区划
红花乡撤销前下辖以下地区：
双桥村、兰家沟村、太平村、幸福村和同心村。